# دهستان رستم‌آباد
دهستان رستم‌آباد یکی از دهستان‌های بخش سلطان‌آباد شهرستان رامهرمز در استان خوزستان ایران است.

## جمعیت
براساس سرشماری عمومی نفوس و مسکن در سال ۱۳۹۵، جمعیت دهستان رستم‌آباد برابر با ۳٬۶۱۰ نفر بوده‌است.